# Yao (Aziatisch volk)

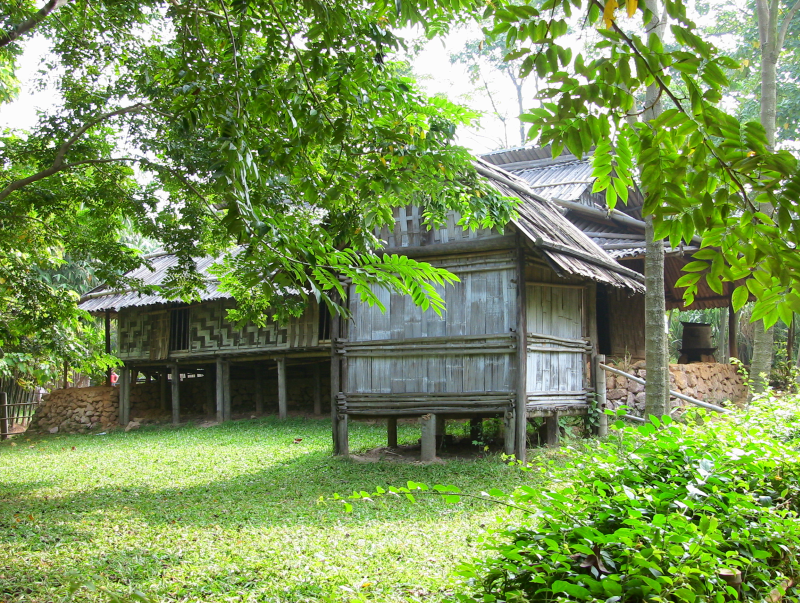
Traditioneel Yaohuis in Vietnam

De Yao (Chinees: 瑶族; pinyin: Yáozú; Vietnamees: người Dao) zijn een volk in China en Vietnam, en ook verspreid in Laos, Thailand en Myanmar. Het volk is een van de 56 officieel erkende etnische groepen in China. Ze spreken verschillende Miao-Yaotalen en Tai-Kadai talen, afhankelijk van het gebied waar ze wonen.

## Historie
De oorsprong van de Yao, kan tot meer dan 2000 jaar terug worden getraceerd naar het noorden van China. Tussen de 15e en 19e eeuw, migreerden de Yao naar het Vietnam, Thailand en de hooglanden van Laos, als gevolg van de opiumhandel en onrust in het zuiden van China.
Vanwege goede banden met de VS, in de Laotiaanse Burgeroorlog, werd na afloop van deze oorlog de bevolking een mikpunt van de overheid. Veel Yao vluchtten daardoor naar Thailand, waar ze in kampen leven aan de grens met Laos. Een ander deel van de bevolking kwam via Thailand in Amerika terecht, waar ze voornamelijk in steden langs de westkust wonen.
Achang · Akha · Bai · Baima · Blang (Bulong) · Bonan · Buyi · Dai · Daur · De'ang · Dong · Dongxiang · Drung · Evenken · Gaoshan (Taiwanese aboriginals) · Gelao · Gin (Vietnamezen) · Han · Hani · Hlai (Li) · Hui · Jingpo · Jino · Kazachen · Kirgiezen · Koreanen · Lahu · Lhoba · Lisu · Mantsjoes · Maonan · Miao (Hmong) · Mongolen · Monpa (Menba) · Mulam (Mulao) · Nanai (Hezhe) · Naxi · Nu · Oeigoeren · Oezbeken · Oroqen · Pumi · Qiang · Russen · Salar · She · Sui · Tadzjieken · Tataren · Tibetanen (Zang) · Tu · Tujia · Wa (Va) · Yao · Yi · Yugur · Xibe · Zhuang